# Henri Bremond
Henri Bremond (Aix-en-Provence, 31 de julio de 1865 – Arthez-d'Asson, 17 de agosto de 1933) fue un erudito historiador y filósofo católico de formación jesuita de la escuela moderna francesa de teología.
Uno de los cinco hijos de un notario, Henri se educó en su ciudad natal de la Provenza (en el Colegio del Sagrado Corazón, institución jesuita donde coincidiría con Charles Maurras, tres años menor que él, y con quién a lo largo de sus vidas desarrollarían una recíproca antipatía). La expulsión de Francia de los jesuitas en 1880, haría que el 24 de noviembre de 1882, a la edad de 17 años, Bremond viajara a Inglaterra para ingresar en el noviciado de Sidmouth, en el Devonshire, donde luego también fueron sus hermanos Jean y André.
Tras ser ordenado sacerdote el 8 de septiembre de 1892 en Mold, Gales, impartió clases en Dole, Moulins, Saint-Étienne y Villefranche-sur-Saône (en cuya escuela tuvo como alumno a Pierre Teilhard de Chardin). A partir de 1894 colaboró en la publicación jesuita Études de la que fue director entre 1900 a 1903. Hizo sus últimos votos el 2 de febrero de 1900. Ese año, su amistad con Maurice Barrès le llevaría a participar en la restauración del Partenón ateniense.
Bremond abandonó la Compañía de Jesús el 2 de febrero de 1904, para dedicarse a la literatura. Alterna su residencia en Aix-en-Provence, Londres y Vinon-sur-Verdon en el departamento del Var, y estrecha su relación con Maurice Blondel, el barón von Hügel y George Tyrrell, exjesuita excomulgado por sus puntos de vista modernistas y a cuyo funeral, el 15 de julio de 1907, asistió Bremond despertando los recelos de las autoridades religiosas francesas, que finalmente le suspendió temporalmente, aunque se reincorpora tras la resipiscencia. También se le imputó desde la curia su amistad con el canónigo Mugnier o con Anatole France. Falleció a los 68 años de edad y fue enterrado en el cementerio Saint-Pierre de Aix-en-Provence.
Fue elegido miembro de la Academia Francesa el 19 de abril de 1923, por 17 votos contra 12, al parecer gracias a las influencia de Camille Jullian, para ocupar el sillón 36 sucediendo a Louis Duchesne. También recibió la Legión de Honor.
Prolífico autor de libros sobre literatura y catolicismo, se considera su obra magna su Histoire littéraire du sentiment religieux en France. 

## Selección de obras
- L'Inquiétude religieuse. Aubes et lendemains de conversion (1901)
- Âmes religieuses (1902)
- L'enfant et la vie (1902)
- Le charme d'Athènes et autres essais (1905) with Jean and André Bremond

- Gerbet (1907)
- La Littérature religieuse d'avant-hier et d'aujourd'hui (1908)
- La Provence mystique au XVIIe siècle: Antoine Yvan et Madeleine Martin (1908)
- Nicole (1909)
- L’évolution du clergé anglican (1909)
- Apologie pour Fénelon (1910),
- Sainte Chantal (1572-1641) (1913)
- Textes choisis de Bossuet (1913)
- Anthologie des écrivains catholiques, prosateurs français du XVIIème siècle (1919) con Charles Grolleau;
- Pour le Romantisme (1923)
- Les deux musiques de la prose (1924)
- Maurice Barrès (1924)
- Le roman et l'histoire d'une conversion. Ulric Guttinguer et Sainte-Beuve (1925)
- Entretiens avec Paul Valéry (1926) con Frédéric Lefevre
- Sainte Catherine d’Alexandrie (1926)
- La poesía pura: con un debate sobre la poesía y los poetas (1926) con Robert de Souza;[2]
- Introduction à la philosophie de la prière (1928)
- Divertissements devant l'arche (1930)
- Racine et Valéry. Notes sur l'initiation poétique (1930)
- Un clerc qui n’a pas trahi: Alfred Loisy d'après ses mémoires (1931)
- La querelle du pur amour au temps de Louis XIII. Antoine Sirmond et Jean-Pierre Camus (1932)
- Autour de l'humanisme d'Érasme à Pascal (1936)